# Réorganisation des corps de cavalerie français (1814)
Pour les articles homonymes, voir Réorganisation des corps de cavalerie français et Amalgame.
L'ordonnance du 12 mai 1814 est une ordonnance royale qui réorganise les corps de l'armée française après l'exil de Napoléon Ier à l'île d'Elbe.
À son retour de l'île d'Elbe, le 1er mars 1815, Napoléon Ier prend, le 20 avril 1815, un décret qui rend aux anciens régiments de cavalerie les numéros qu'ils avaient perdus.

## Historique
Après une première réorganisation en 1791 faisant disparaître les diverses dénominations des régiments de cavalerie pour les désigner par le numéro du rang qu'ils occupaient entre eux, puis une seconde réorganisation, en 1796, afin de réduire le nombre de régiments de cavalerie, le Premier consul prescrivit, par décret du 1er vendémiaire an XII (24 septembre 1803), la réorganisation de la cavalerie (1803) afin de permettre une professionnalisation de l'armée.
Avec cette organisation l'armée française compta jusqu'à 80 régiments de cavalerie dont 30 de dragons, 26 de chasseurs à cheval, 12 de cuirassiers, 10 de hussards et 2 de carabiniers.
En 1814, après la campagne de France et la bataille de Paris, les troupes alliées entrent dans Paris et obligent par le traité de Fontainebleau, Napoléon Ier à abdiquer, le 4 avril 1814, sans conditions.
Louis XVIII débarqué à Calais le 24 avril, fut reconnu le 2 mai 1814 comme roi de France et arrive à Paris le 3 mai 1814. Il décide rapidement de réorganiser l'armée.
Il confirme le général Dupont dans ses fonctions de ministre de la Guerre.
Une ordonnance royale du 6 mai 1814 institua un conseil de la guerre chargé de réorganiser l'armée. Il fut composé des maréchaux Ney, Augereau et Macdonald, du ministre Dupont, des généraux Compans et Curial pour l'infanterie, Latour-Maubourg et Préval pour la cavalerie, Sorbier et Évain pour l'artillerie, Léry pour le génie, Kellermann pour la garde, du commissaire ordonnateur Marchand et de l'inspecteur aux revues Félix.

## Ordonnance du Roi sur l’organisation de la cavalerie française
Au Château des Tuileries le 12 mai 1814, Louis, par la grâce de Dieu, Roi de France  et de Navarre

Voulant déterminer la force et l'organisation de la cavalerie de l'armée française pour le pied de paix;

Sur le rapport de notre ministre de la guerre

De l'avis du conseil de la guerre

Notre conseil d'état entendu
Article 1er
Il y aura cinquante six régiments de cavalerie, savoir :
- 2 régiments de carabiniers
- 12 régiments de cuirassiers
- 15 dragons
- 6 régiments de lanciers
- 15 régiments de chasseurs à cheval
- 6 régiments de hussards

Article 2
Chaque régiment sera de quatre escadrons. Chaque escadron sera composé de deux compagnies.
Article 3
L'état-major et les compagnies des régiments de cavalerie seront organisés comme suit :  
- État-major : 1 colonel-commandant, 1 major, 2 chefs d'escadron, 2 adjudants-majors, 1 quartier-maître, 1 porte-étendard, 1 chirurgien major, 1 aide chirurgien, 1 adjudant sous-officier, 2 maréchaux vétérinaires, 1 brigadier-trompette, 1 maître tailleur, 1 maître sellier, 1 maître bottier, 1 maître culottier, 1 maître armurier, soit au total 20 officiers, sous-officiers et hommes de troupe et 23 chevaux.
- Compagnies :  1 capitaine, 1 lieutenant, 2 sous-lieutenants, 1 maréchal des logis en chef, 4 maréchaux des logis, 1 fourrier, 8 brigadiers, 42 carabiniers, cuirassiers, dragons, lanciers, chasseurs à cheval où hussards montés et 16 non montés ainsi que 2 trompettes soit au total 4 officiers et sous-officiers et 74 hommes de troupe et 63 chevaux.

Article 4
Il y aura dans chaque régiment de dragons, lanciers, chasseurs à cheval où hussards une compagnie d'élite; elle sera la première du régiment.
Article 5
Les deux régiments de carabiniers formeront une brigade, et reprendront la dénomination de « Corps de Carabiniers de Monsieur ».
Dans le cas où l'effectif actuel de ces régiments ne serait pas suffisant, il sera ultérieurement pourvu à leur complément.
Article 6
Les douze régiments de cuirassiers prendront les douze premiers numéros.
- Le 1er régiment de cuirassiers prendra la dénomination de « Régiment de cuirassiers du Roi »
- Le 2e régiment de cuirassiers prendra la dénomination de « Régiment de cuirassiers de la Reine »
- Le 3e régiment de cuirassiers prendra la dénomination de « Régiment de cuirassiers du Dauphin »
- Le 4e régiment de cuirassiers prendra la dénomination de « Régiment de cuirassiers d'Angoulême »
- Le 5e régiment de cuirassiers prendra la dénomination de « Régiment de cuirassiers de Berri »

Il sera donné plus tard des noms aux autres régiments de cuirassiers.
- Le régiment de cuirassiers créé par l'arrêté du 23 avril dernier sera amalgamé avec le régiment de cuirassiers du Roi.
- Les 13e et 14e régiment de cuirassiers seront distribués entre les douze régiments conservés, conformément à la répartition qui en sera faite par le ministre de la guerre.

Dans le cas où l'effectif actuel de ces régiments en cavaliers serait insuffisant, il sera ultérieurement pourvu à leur complètement.
Article 7
- Le 2e régiment de dragons prendra le no 1
- Le 4e régiment de dragons prendra le no 2
- Le 5e régiment de dragons prendra le no 3
- Le 6e régiment de dragons prendra le no 4
- Le 7e régiment de dragons prendra le no 5
- Le 11e régiment de dragons prendra le no 6
- Le 12e régiment de dragons prendra le no 7
- Le 13e régiment de dragons prendra le no 8
- Le 14e régiment de dragons prendra le no 9
- Le 15e régiment de dragons prendra le no 10
- Le 16e régiment de dragons prendra le no 11
- Le 17e régiment de dragons prendra le no 12
- Le 18e régiment de dragons prendra le no 13
- Le 19e régiment de dragons prendra le no 14
- Le 20e régiment de dragons prendra le no 15
- Le 1er régiment de dragons prendra la dénomination de « Régiment de dragons du Roi »
- Le 2e régiment de dragons prendra la dénomination de « Régiment de dragons de la Reine »
- Le 3e régiment de dragons prendra la dénomination de « Régiment de dragons du Dauphin »
- Le 4e régiment de dragons prendra la dénomination de « Régiment de dragons de Monsieur »
- Le 5e régiment de dragons prendra la dénomination de « Régiment de dragons d'Angoulême »
- Le 6e régiment de dragons prendra la dénomination de « Régiment de dragons de Berri »
- Le 7e régiment de dragons prendra la dénomination de « Régiment de dragons d'Orléans »
- Le 8e régiment de dragons prendra la dénomination de « Régiment de dragons de Condé »

Il sera donné plus tard des noms aux autres régiments de dragons.
- Le régiment de dragons créé par l'arrêté du 23 avril dernier sera amalgamé avec le régiment de dragons du Roi.
- Les 21e, 22e, 23e, 24e, 25e, 26e, 27e, 28e, 29e, et 30e régiment de dragons seront distribués entre les quinze régiments conservés, conformément à la répartition qui en sera faite par le ministre de la guerre.

Article 8
Les six premiers régiments de lanciers prendront les numéros de 1 à 6.
- Le 1er régiment de lanciers prendra la dénomination de « Régiment de lanciers du Roi »
- Le 2e régiment de lanciers prendra la dénomination de « Régiment de lanciers de la Reine »
- Le 3e régiment de lanciers prendra la dénomination de « Régiment de lanciers du Dauphin »
- Le 4e régiment de lanciers prendra la dénomination de « Régiment de lanciers de Monsieur »
- Le 5e régiment de lanciers prendra la dénomination de « Régiment de lanciers d'Angoulême »
- Le 6e régiment de lanciers prendra la dénomination de « Régiment de lanciers de Berri »
- Le 9e régiment de lanciers sera distribué entre les six premiers, suivant la répartition qui sera faite par le ministre de la guerre.

Article 9
Les quinze premiers régiments de chasseurs à cheval prendront les numéros de 1 à 15.
- Le 1er régiment de chasseurs à cheval prendra la dénomination de « Régiment de chasseurs à cheval du Roi »
- Le 2e régiment de chasseurs à cheval prendra la dénomination de « Régiment de chasseurs à cheval de la Reine »
- Le 3e régiment de chasseurs à cheval prendra la dénomination de « Régiment de chasseurs à cheval du Dauphin »
- Le 4e régiment de chasseurs à cheval prendra la dénomination de « Régiment de chasseurs à cheval de Monsieur »
- Le 5e régiment de chasseurs à cheval prendra la dénomination de « Régiment de chasseurs à cheval d'Angoulême »
- Le 6e régiment de chasseurs à cheval prendra la dénomination de « Régiment de chasseurs à cheval de Berri »
- Le 7e régiment de chasseurs à cheval prendra la dénomination de « Régiment de chasseurs à cheval d'Orléans »
- Le 8e régiment de chasseurs à cheval prendra la dénomination de « Régiment de chasseurs à cheval de Bourbon »

Il sera donné plus tard des noms aux autres régiments de chasseurs à cheval.
- Les 16e, 19e, 20e, 21e, 22e, 23e, 24e, 25e, 26e, 27e, 28e, 29e, et 31e régiments de chasseurs à cheval seront distribués entre les quinze régiments conservés, conformément à la répartition qui en sera faite par le ministre de la guerre.

Article 10
Les six premiers régiments de hussards prendront les numéros de 1 à 6.
- Le 1er régiment de hussards prendra la dénomination de « Régiment de hussards du Roi »
- Le 2e régiment de hussards prendra la dénomination de « Régiment de hussards de la Reine »
- Le 3e régiment de hussards prendra la dénomination de « Régiment de hussards du Dauphin »
- Le 4e régiment de hussards prendra la dénomination de « Régiment de hussards de Monsieur »
- Le 5e régiment de hussards prendra la dénomination de « Régiment de hussards d'Angoulême »
- Le 6e régiment de hussards prendra la dénomination de « Régiment de hussards de Berri »
- Le régiment de hussards créé par l'arrêté du 23 avril dernier sera amalgamé avec le régiment de hussards du Roi.
- Les 7e, 8e, 9e, 10e, 11e, 12e, 13e et 14e régiments de hussards seront distribués entre les six régiments conservés, conformément à la répartition qui en sera faite par le ministre de la guerre.

Article 11
- Le 1er régiment d'éclaireurs administré par le régiment de grenadiers à cheval
- Le 2e régiment d'éclaireurs administré par le régiment de dragons de la garde
- L'escadron de jeune garde attaché aux régiments de grenadiers à cheval
- L'escadron de jeune garde attaché aux régiments de dragons de la garde
- Les quatre escadrons de jeune garde attachés aux régiments de chasseurs de la Garde
- Les cinq escadrons de jeune garde attachés au 2e régiment de lanciers de la Garde

seront distribué dans les cinquante six régiments de cavalerie, conformément à la répartition qui sera faite par le ministre de la guerre.
Sont exceptés de cette disposition les gardes d'honneur qui ont été placés dans ces corps et qui peuvent rejoindre le dépôt des régiments dont ils ont été tirés.
Suit ensuite jusqu'à l'article 23, la composition des compagnies, escouades, sous-officiers, officiers, état-major, etc. que l'on retrouvera en ligne de la page 132 à la page 135.

### Sources
- Les sites cités dans liens externes
- Les ouvrages cités dans bibliographie

1. ↑  Ordonnance du Roi sur l'organisation de la cavalerie française page 127